# Jean Pyerre
Jean Pyerre Casagrande Silveira Correa (Alvorada, 7 maggio 1998) è un calciatore brasiliano, centrocampista dell'Ypiranga-RS in prestito dall'Ituano.

## Caratteristiche tecniche
È un trequartista.

## Carriera

### Club
Cresciuto nelle giovanili del Grêmio, ha esordito il 14 agosto 2017 in un match perso 1-0 contro il Botafogo.

## Statistiche

### Presenze e reti nei club
Statistiche aggiornate al 21 novembre 2017.
| Stagione        | Squadra         | Campionato      | Campionato | Campionato | Coppe nazionali | Coppe nazionali | Coppe nazionali | Coppe continentali | Coppe continentali | Coppe continentali | Altre coppe | Altre coppe | Altre coppe | Totale | Totale | Totale |
| Stagione        | Squadra         | Comp            | Pres       | Reti       | Comp            | Pres            | Reti            | Comp               | Pres               | Reti               | Comp        | Pres        | Reti        | Pres   | Reti   |        |
| --------------- | --------------- | --------------- | ---------- | ---------- | --------------- | --------------- | --------------- | ------------------ | ------------------ | ------------------ | ----------- | ----------- | ----------- | ------ | ------ | ------ |
| 2017            | Grêmio          | A+GAU           | 6+0        | 1+0        | CB              | 0               | 0               | CL                 | 1                  | 0                  | PL          | 2           | 0           | 8      | 1      |        |
| 2022            | Avaí            | A+GAU           | 0+0        | 0+0        | CA              | 0               | 0               | CLQ                | 0                  | 0                  | CBL         | 0           | 0           | 0      | 0      |        |
| Totale carriera | Totale carriera | Totale carriera | 6          | 1          |                 | 0               | 0               |                    | 1                  | 0                  |             | 2           | 0           | 8      | 1      |        |

## Palmarès

### Club

#### Competizioni internazionali
- Coppa Libertadores: 1

Grêmio: 2017

#### Competizioni statali
- Campionato Gaúcho: 3

Grêmio: 2019, 2020, 2021